# Andra republiken Venezuela
Andra republiken Venezuela (Segunda República de Venezuela på spanska) är en term som refererar till den återskapade venezolanska republik som utropades av Simón Bolívar. Detta skedde efter nederlaget för Domingo Monteverde under Admirable-fälttåget i väst och Santiago Mariño under hans kampanj i väst. Republiken upphörde året därpå, efter en serie nederlag mot José Tomás Boves.
Detta var första gången som termen "Republiken Venezuela" användso fficiellt av Simón Bolívars styre. Under första republiken talade man om Venezolanska staten eller "Amerikanska Konfederationen Venezuela" eller "Venezuelas förenade provinser" i Venezuelas självständighetsförklaringen (båda termer användes utbytbart), or as the "United States of Venezuela" (a term used interchangeably with "the Confederation") in the Constitution of 1811.
Historiker talar om Tredje republiken Venezuela då de talar om åren 1817-1819, då en regering organiserad av Bolívar började fungera i Venezuelas Llanos. Föregående år hade diverse venezolansak gerillastyrkor lyckats etablera sig permanent i Llanos och inta staden Angostura, som blev deras högkvarter. Perioden kulminerade med bildandet av Angosturas kongress, som antog en ny konstitution för Venezuela, som ersatte den från 1811 som i toerin fortfarande gällde, fastän Första republiken kollaopsat 1812. Under sent 1819 godkände Angosturakongressen unionen mellan Venezuela och Nya Granada, som blev Storcolombia, (Gran Colombia) vilket blev Tredje republikens slut.
Efter Storcolombias upplösning blev Venezuela återigen Republiken Venezuela, en period som ses som "Fjärde" republiken.

### Fotnoter
1. ↑  spanska: Venezuelan Declaration of Independence, Biblioteca Virtual Miguel de Cervantes
2. ↑  Spanska: Federal Constitution of 1811 Biblioteca Virtual Miguel de Cervantes